# Люботен (община Бутел)
Вижте пояснителната страница за други значения на Люботен.
Люботен (на македонска литературна норма: Љуботен; на албански: Luboteni) е село в община Бутел на Северна Македония.

## География
Селото е разположено в областта Църногория, северно от Скопие в подножието на Скопска Църна гора.

## История
В местността Язирци, в непосредствената околност на селото, в 1957 година е откриета надгробна стела с латински надпис. При реконструкцията на църквата „Свети Никола“ в XX век е намерен жертвеник с латински надпис, посветен на бога Либер. И двете находки се пазят в лапидариума на Музея на Македония в Скопие.
Основна забележителност на селото е средновековната църква „Свети Никола“ от XIV век със запазените си стенописи.
В края на XIX век Люботен е село в Скопска каза на Османската империя. Според статистиката на Васил Кънчов („Македония. Етнография и статистика“) към 1900 година в Люботенъ живеят 45 българи християни и 400 арнаути мохамедани.
В началото на XX век цялото християнско население на селото е под върховенството на Българската екзархия. По данни на секретаря на екзархията Димитър Мишев („La Macédoine et sa Population Chrétienne“) в 1905 година в Люботен има 64 българи екзархисти и функционира българско училище.
При избухването на Балканската война в 1912 година 6 души от Люботен са доброволци в Македоно-одринското опълчение. След Междусъюзническата война в 1913 година селото остава в Сърбия.
На етническата си карта от 1927 година Леонард Шулце Йена показва Люботен (Ljuboten) като албанско село.
На етническата си карта на Северозападна Македония в 1929 година Афанасий Селишчев отбелязва Люботен като смесено българо-албанско село.
Според преброяването от 2002 година селото има 2343 жители.
| Националност     | Всичко |
| северномакедонци | 115    |
| албанци          | 2223   |
| турци            | 0      |
| роми             | 0      |
| власи            | 0      |
| сърби            | 1      |
| бошняци          | 0      |
| други            | 4      |

## Личности
Родени в Люботен
- Йордан Петков Милев (1883 - след 1943), македоно-одрински опълченец, служи в 4-та рота на 2-ра скопска дружина;[8][9] на 28 март 1943 година като жител на Люботен подава молба за българска народна пенсия, която е одобрена и пенсията е отпусната от Министерския съвет на Царство България[8]
- Младен Ацев, македоно-одрински опълченец, 33-годишен, работник, 4 рота на 2 скопска дружина[10]